# UFC Fight Night: Sanchez vs. Riggs
UFC Fight Night: Sanchez vs. Riggs（ユーエフシー・ファイトナイト：サンチェス・バーサス・リッグス、別名UFC Fight Night 7）は、アメリカ合衆国の総合格闘技団体「UFC」の大会の一つ。2006年12月13日、カリフォルニア州サンディエゴのミラマー海兵隊航空基地で開催された。
メインイベントでは、ディエゴ・サンチェスとジョー・リッグスによるウェルター級戦が行われた。なお、大会はSpikeにより全米及びカナダへ無料放送された。

## 大会概要
通常のスポーツアリーナではなく海兵隊の基地で行われた初の大会であり、ミラマー海兵隊航空基地の第一格納庫が会場となった。
メインイベントでは、ディエゴ・サンチェスがジョー・リッグスにKO勝ちを収めた。
MFCライトヘビー級王者ビクター・ヴァリマキ、キャリア17戦無敗の中村K太郎、9戦全勝のローガン・クラーク、6戦全勝のスティーブ・バーンズがUFCデビュー。
本大会よりUFC Fight Nightは大会名称から番号が廃止された。

## 試合結果

### プレリミナリィカード
第1試合 ミドル級 5分3R
○  ローガン・クラーク vs.  スティーブ・バーンズ ×
3R終了 判定3-0（30-27、30-27、29-28）
第2試合 ウェルター級 5分3R
○  ブロック・ラーソン vs.  中村K太郎 ×
3R終了 判定3-0（29-28、29-28、29-28）
第3試合 ウェルター級 5分3R
○  ルイージ・フィオラヴァンティ vs.  デイブ・メネー ×
1R 4:44 TKO（レフェリーストップ：右フック→パウンド）
第4試合 ミドル級 5分3R
○  アラン・ベルチャー vs.  ジョルジ・サンチアゴ ×
3R 2:45 KO（右ハイキック）
第5試合 ライトヘビー級 5分3R
○  デビッド・ヒース vs.  ビクター・ヴァリマキ ×
3R終了 判定2-1（29-28、28-29、29-28）

### メインカード
第6試合 ウェルター級 5分3R
○  マーカス・デイヴィス vs.  ショーニー・カーター ×
3R終了 判定3-0（30-26、30-27、29-28）
第7試合 ウェルター級 5分3R
○  カロ・パリジャン vs.  ドリュー・フィケット ×
3R終了 判定3-0（30-27、30-27、30-27）
第8試合 ウェルター級 5分3R
○  ジョシュ・コスチェック vs.  ジェフ・ジョスリン ×
3R終了 判定3-0（30-27、30-27、30-27）
第9試合 ウェルター級 5分3R
○  ディエゴ・サンチェス vs.  ジョー・リッグス ×
1R 1:45 KO（膝蹴り）